# 로큰롤 할배
"로큰롤 할배"(Rock 'n'Roll Grandpa)는 한국에서 제작된 이장희 감독의 2016년 드라마 영화이다. 승호 등이 주연으로 출연하였다.

## 출연

### 주연
- 승호
- 오광록
- 하은설
- 윤수일